# ONZ Kobiety
ONZ Kobiety (ang. UN Women) – podmiot Organizacji Narodów Zjednoczonych na rzecz Równości Płci i Wzmocnienia Kobiet (ang. United Nations Entity for Gender Equality and the Empowerment of Women). ONZ Kobiety została stworzona w czerwcu 2010 roku przez Zgromadzenie Ogólne ONZ.
13 kwietnia 2012 roku, w wyniku starań ONZ Kobiety, ONZ przyjęła Systemowy Plan Działania (ang. System-wide Action Plan, SWAP), który będzie używany do pomiaru postępów w działaniach dotyczących gender oraz implementacji zasad gender mainstreaming we wszystkich działaniach ONZ.

## Główne cele
- Wspieranie organizacji międzynarodowych w ustanawianiu polityki, norm i standardów.
- Pomoc państwom członkowskim we wprowadzaniu tych standardów oraz gotowość do zapewnienia odpowiedniego wsparcia technicznego i finansowego tym państwom, które o to poproszą oraz wykuwanie partnerstwa ze społeczeństwem obywatelskim.
- Nadzór nad wywiązywaniem się ONZ ze zobowiązań dotyczących polityki równości płci, wliczając w to regularny monitoring tej kwestii na świecie.

## Kierownictwo
Dyrektorką wykonawczą ONZ Kobiety w latach 2010–2013 była Michelle Bachelet (była prezydent Chile). Jej zastępcami byli: John Hendra i Lakshmi Puri.
Od 2013 roku funkcję dyrektor sprawuje Phumzile Mlambo-Ngcuka, pierwsza kobieta, która była wiceprezydentem RPA.